# Saarijärvi (Björneborg, Satakunta, Finland)
Saarijärvi eller Iso Saarijärvi är en sjö i Finland. Den ligger i kommunen Björneborg i landskapet Satakunta, i den sydvästra delen av landet, 210 km nordväst om huvudstaden Helsingfors. Saarijärvi ligger 70 meter över havet. Den ligger vid sjön Iso Leppijärvi. I omgivningarna runt Saarijärvi växer i huvudsak blandskog. Arean är 44,2 hektar och strandlinjen är 5,09 kilometer lång. Sjön  ingår i Kumo älvs huvudavrinningsområde. 